# (184878) Gotlib
(184878) Gotlib ist ein Asteroid des äußeren Hauptgürtels, der vom französischen Informatiker und Amateurastronomen Jean-Claude Merlin am 26. Oktober 2005 am vollautomatischen Ritchey-Chrétien-81-cm-Teleskop des Tenagra II Observatory in Nogales, Arizona (IAU-Code 926) entdeckt wurde. Das Teleskop konnte Merlin bei der Entdeckung von Frankreich aus ansteuern.
Der Durchmesser des Asteroiden wird auf etwa drei Kilometer geschätzt.
(184878) Gotlib wurde auf Vorschlag von Jean-Claude Merlin am 18. Juni 2008 nach dem französischen Comiczeichner und -herausgeber Marcel Gotlieb (1934–2016) benannt, der unter dem Kürzel Gotlib bekannt ist.